# 1724 en science
| Années de la science : 1721 - 1722 - 1723 - 1724 - 1725 - 1726 - 1727    |
| Décennies de la science : 1690 - 1700 - 1710 - 1720 - 1730 - 1740 - 1750 |

Cet article présente les faits marquants de l'année 1724 en science.

## Événements
- 22 janvier : création de l'Académie des sciences de Russie[1],[2].
- 22 mai : observation d’une éclipse totale de Soleil au Grand Trianon par Jacques Cassini et son cousin Giacomo Filippo Maraldi en présence du roi Louis XV[3]. Maraldi conclu que la couronne solaire est centré sur le Soleil et non pas sur la Lune[4].

- Début des fouilles archéologiques de la Villa d'Hadrien à Tivoli (1724-1742)[5].
- Gabriel Fahrenheit inventeur du principe du thermomètre, réalisé par Anders Celsius en 1742, entre à la Royal Society[6]. Il propose l'échelle de température qui porte son nom[7].
- Le râja Jai Singh II termine le Jantar Mantar à Delhi, premier de ses cinq observatoires aux instruments monumentaux. Quatre autres observatoires sont construits de 1724 à 1738 à Mathura, Ujjain, Bénarès et Jaipur (le Yantra Mandir)[8].
- L'horloger anglais Joseph Williamson construit à Londres des horloges à temps vrai utilisant un engrenage différentiel de son invention[9].

- Le  mathématicien suisse Daniel Bernoulli exprime les nombres de la suite de Fibonacci en fonction du nombre d'or[10].

## Publications
- Chevalier Jean-Charles de Folard (1669-1752) : Nouvelles découvertes sur la guerre. Il préconise l'ordre profond, des colonnes compactes qui cherchent à enfoncer l’ennemi. Ses théories ne tiennent pas compte de l’augmentation de la cadence de tir et de l'utilisation d'artillerie légère contre l'infanterie. Pour utiliser tous les moyens du feu, les théoriciens novateurs préconisent l’ordre mince, dans lequel l'armée se déploie sur trois rangs face à l'ennemi[11].
- Isaac Watts : Logic, or the right use of reason in the enquiry after truth with a variety of rules to guard against error in the affairs of religion and human life, as well as in the sciences. Cette Logique est éditée six fois de 1724 à 1736[12].

## Naissances

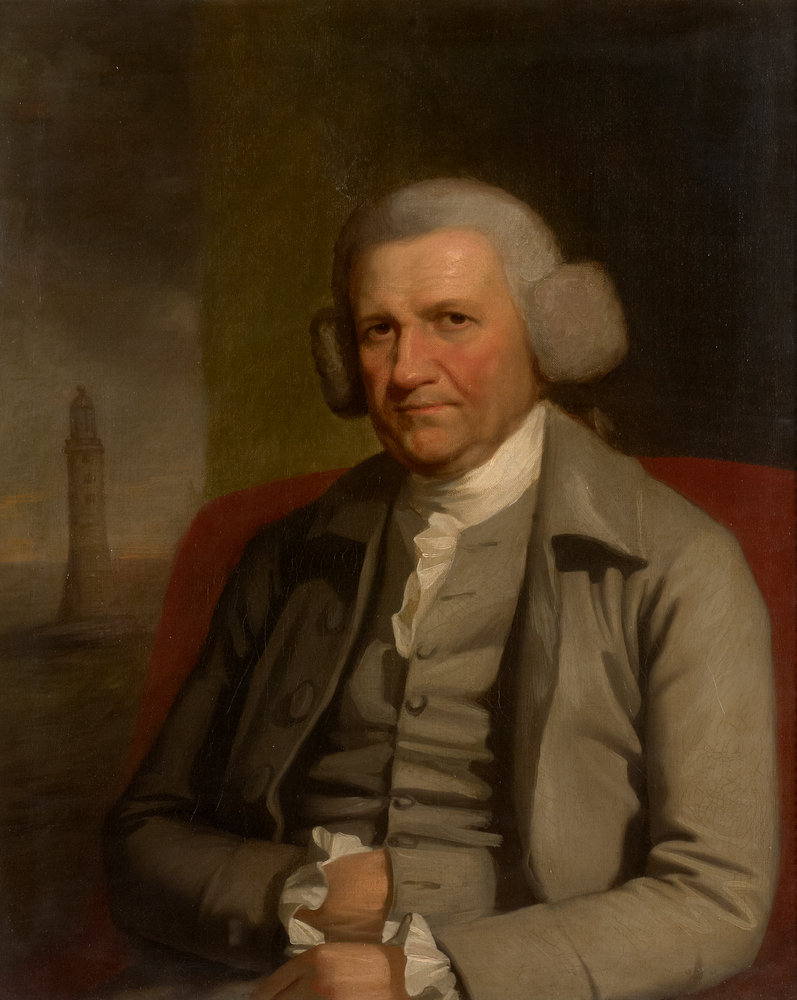
John Smeaton

- 21 février : Jacques René Tenon (mort en 1816), chirurgien français[13].
- 28 février : Joseph Bernard de Chabert (mort en 1805), marin, géographe et astronome français.
- 6 mai : Nicolas Saulmon, physicien et mathématicien français.
- 8 juin : John Smeaton (mort en 1792), ingénieur anglais.
- 21 juin : Erik Gustaf Lidbeck (mort en 1803), botaniste suédois.
- 10 juillet : Eva Ekeblad (morte en 1786), première femme admise à l’Académie royale des sciences de Suède.
- 28 juillet : Laurent de Chazelles (mort en 1808), agronome, magistrat et horticulteur français.
- 14 août :
  - Christian Johann Berger (de) (mort en 1789), médecin danois.
  - Claude Pouteau (mort en 1775), chirurgien français.
- 7 septembre : Jean d'Arcet (mort en 1801), chimiste français.
- 27 septembre : Anton Friedrich Busching (mort en 1793), géographe allemand.
- 13 décembre : Franz Aepinus (mort en 1802), philosophe de la nature allemand.
- 25 décembre : John Michell (mort en 1793),  physicien, astronome et géologue britannique.

- Vito Caravelli (mort en 1800), mathématicien et prêtre italien.
- Marie Anne Victoire Pigeon (moret en 1767), mathématicienne française.

## Décès
- 28 mai : Michael Butterfield (né en 1635), ingénieur et mathématicien français, d'origine britannique.